# 申紹
申 紹（しん しょう、生没年不詳）は、五胡十六国時代前燕の人物。魏郡魏県の出身。父は後趙の司空申鍾。弟に同じく前燕に仕えた申胤がいる。

## 生涯
父の申鍾は後趙・冉魏において高官を歴任していたが、352年に前燕の輔弼将軍慕容評に敗れて捕らえられると、以降は前燕に仕えた。
申紹もまた前燕に仕え、尚書右丞に任じられた。
369年11月、前燕の呉王慕容垂は国権を掌握していた太傅慕容評と対立すると、前秦に亡命してしまった。これを聞いた慕容評は、范陽王慕容徳が慕容垂とかねてより仲が良かった事から連座により免官とし、さらに慕容垂の直属の部下である車騎従事中郎高泰らもまた連座により免官とした。これを受け、申紹は進み出て慕容評へ「今、呉王（慕容垂）が出奔したことで、外ではあちこちでその事（慕容評と慕容垂の確執）が言いはやされています。王の僚属（慕容垂の側近）の中で賢なる者を昇進させ、いらぬ噂を消し去るべきです」と勧めると、慕容評は「誰にすべきか」と問うた。申紹は「高泰がもっとも適任です」と答えたので、慕容評は高泰を復職させて尚書郎に任じた。
当時、連年にわたり兵難が続いており、国力は大いに疲弊していた。また皇太后可足渾氏は国政を乱し、慕容評は財貨を貪って飽くことが無かった。朝廷でも賄賂は横行し、官吏の推挙も才能ではなく賄賂によって決まったので、下々には怨嗟の声が溜まった。申紹はこの状況を憂えて「守宰（郡太守や県令などの地方長官）というのは、国家を安定させる大本であります。今、守宰は正しい人を得られておらず、時には一兵卒からのし上がった武人であったり、時には貴族の子弟であったりと、郷里での選挙で選ばれた訳ではありません。朝廷の職でもそれは変わらず、法によらず官位を変動させ、怠惰な者でも刑罰を恐れず、清修な者への褒賞がありません。これにより百姓は困弊して盗賊が横行し、綱紀は衰退してしまって互いに乱れを直し合おうという風潮も無くなりました。また、官吏の数もみだりに増え、それが先代を越えてしまっております。これにより公私問わず紛然としており、甚だ乱れきっております。我が大燕の人口は、二寇（前秦・東晋）を合わせる程に多く、弓馬の力強さは四方に及ぶものがおりません。にもかかわらず、近年は幾度も敗戦を喫しております。これは全て守宰の租税が公平でなく、侵漁する事を止めないので、兵卒達はみな辛苦して行軍を止め、その命に従おうとしないことに由来しております。また、後宮には四千人余りがおりますが、これに仕える者がさらに外にはおり、一日に万金を費やす事になっております。さらには、士民もこれを真似て奢靡（豪華な振る舞い）を競い合っております。あの秦（前秦）や呉（東晋）は愚かにも僭称しておりますが、それでも筋道に則って統治を行っております。奴らは天下併呑の志を持っておりますのに、我らは上下ともに一向に改めようとせず、その秩序は日毎に失われております。我らの乱れこそ奴らの望みなのです。どうか守宰の人選をより精細に行い、官吏の数を減らして下さい。兵家を労い、公私ともに浪費を節減し、物品を大切にし、功績があった者は必ず賞し、罪を犯した者は必ず罰してくださいますよう。これでこそ、温（桓温）・猛（王猛）を晒し首にする事が出来、二方を取る事が出来るのです。境を保って民を安んじるだけに留まりましょうか！また、索頭什翼犍（代王の拓跋什翼犍）は疲病により乱れており、貢物が乏しいといえども、煩いを為すことも無いでしょう。また、兵を労して遠くこれを征伐しても、損があるだけで益はありません。并州へ軍を動かすよりも、西河を控制し、南は壷関を固め、北は晋陽を重くし、西寇が来たらばこれを拒守してその後ろを断つのです。これは軍隊を無用な地の孤立した城を守らせるよりよい計画かと」と上疏し、守宰の人選見直しと官吏の削減、また経費の節減と官吏への正しい賞罰を行う様訴えたが、聞き入れられる事はなかった。
やがて常山郡太守に任じられた。
370年12月、前秦の侵攻により鄴が陥落し、前燕が滅亡した。申紹は前秦君主苻堅により散騎侍郎に任じられた。また、同じく散騎侍郎の韋儒と共に繡衣使者（皇帝の代行として巡視し、不法な行いを裁く役目）に抜擢され、関東の州郡（前燕の故地）を巡行し、その風俗を観察した。また、農桑の奨励、窮困な者の援助、死者の收葬を推し進め、その節行を明らかとした。また、前燕時代の法で民を苦しめているものについては、すべて排除した。
やがて河間相に転任となった。
372年8月、冀州を統治する陽平公苻融より招聘を受け、治中別駕に任じられた。
同年、苻融は無断で学校を建造した事で役人より弾劾を受けた。その為、主簿の李纂を長安へ派遣してこの件について弁明させようとしたが、李纂は憂懼のあまり道中で亡くなってしまった。その為、苻融は申紹へ「誰を使者とすべきであろうか」と問うと、申紹は「燕の尚書郎高泰は弁舌に優れて度胸を有し、その智謀・見識は深いものがあります。使者とすべきかと」と答え、かつて共に前燕に仕えた高泰を推挙した。これにより苻融は高泰を使者として長安へ向かわせると、彼は宰相の王猛と堂々と語り合い、苻融の疑いを解いたという。
苻融は若い頃より政事においては新奇（目新しくて珍しい事）を好み、苛察（厳しく詮索する事）を貴ぶところがあった。その為、申紹は幾度も寬和を旨として規正（規則に則って、悪い点を正しく改めること）を行い、苻融を導こうとした。だが、苻融は彼を敬ってはいたものの、尽く従う事は無かった。後に申紹は済北太守に任じられて鄴を離れたが、苻融の下には申紹が失政を犯しているとしばしば報告が上がり、これにより幾度も責められた。これにより苻融は恨みを抱き、遂に申紹の進言は用いられなくなった。
380年7月、長楽公苻丕が都督関東諸軍事・冀州牧として鄴を鎮守すると、申紹はその別駕となった。
後に中央に召喚され、尚書に任じられた。
382年10月、苻堅は東晋征伐に強い意欲を燃やしており、これを実行に移さんとした。申紹は苻融・石越らを始めとした多くの朝臣と共に、上書して言葉を尽くして苻堅の出征を諫め、その回数は数十回にも及んだ。だが、苻堅は「我自らが晋を撃つのだ。その強弱の勢いを比べれば、疾風が枯れ葉を掃くようなものである。それなのに、朝廷の内外ではみな反対する。誠に我の理解出来るところではない！」と憤るのみであり、遂に従う事は無かった。
383年、苻堅は江南征伐を敢行したが、淝水の戦いで歴史的大敗を喫してしまい、前秦に服属していた諸部族の謀反を引き起こしてしまった。384年2月、高泰もまた元前燕の臣下であった事から造反を疑われ、災いを避けるために同郡の呉韶と共に郷里の勃海へ逃げ帰った。この時、かつて上官であった慕容垂が自立して後燕を建国していたので、呉韶は高泰へ慕容垂に従うよう勧めたが、高泰は「我は禍を避けたいだけである。一君を去って別の君に仕えるなど、そのような真似は出来ぬ」と拒絶した。後にこの事を聞いた申紹は「去就においても道に則っている。これこそ君子というべきである」と感嘆したという。
その後の事績は明らかになっていない。